# Эндзелинс, Луцийс
Лу́цийс Э́ндзелинс (латыш. Lūcijs Endzelīns, англ. Lucius Endzelins; 21 мая 1909, Юрьев, Российская империя — 27 октября 1981, Аделаида, Австралия) — латвийский и австралийский шахматист. Гроссмейстер ИКЧФ (1959).

## Карьера шахматиста
Родился в семье выдающегося латышского языковеда Яниса Эндзелинса (1873—1961). Первый успех в шахматах был дележ третьего места в чемпионате Риги 1932 года.
Эндзелинс выступал за команду Латвии во Всемирных шахматных олимпиадах:
- В 1936 году на седьмой доске в неофициальной олимпиаде в Мюнхене (+10 −6 =2);[1]
- В 1937 году на резервной доске в Стокгольме (+6 −2 =4);[2]
- В 1939 году на четвёртой доске в Буэнос-Айресе (+7 −5 =3).[3]

В 1940 году женился на Милде Лауберте (1918—2009), впоследствии многократной чемпионке Латвии. В семье в 1943 году родилась дочь Mapa, однако брак был неудачен, и в 1944 году супруги развелись. В годы Второй мировой войны Эндзелинс оставил Латвию, а его отец, бывшая жена и дочь остались.
Начальные годы эмиграции он провел в Германии, где в 1947 году победил в турнире памяти Германа Матисона в Ханау. После переезда в Австралю жил в Аделаиде. Под именем Lucius Endzelins стал восьмикратным чемпионом австралийского штата Южная Австралия, а в 1960 году был лучшим из австралийских шахматистов в Открытом чемпионате Австралии, и ему было присвоено звание чемпиона Австралии по шахматам.
В 1959 году Эндзелинс стал гроссмейстером ИКЧФ за делёж второго места на II чемпионате мира по переписке (1956—1959).